# Gargantilla, Spanien
Gargantilla är en kommunhuvudort i Spanien.   Den ligger i provinsen Provincia de Cáceres och regionen Extremadura, i den centrala delen av landet, 190 km väster om huvudstaden Madrid. Gargantilla ligger 638 meter över havet och antalet invånare är 444.
Terrängen runt Gargantilla är varierad. Runt Gargantilla är det ganska glesbefolkat, med 40 invånare per kvadratkilometer. Närmaste större samhälle är Hervás, 5,2 km nordost om Gargantilla. Trakten runt Gargantilla består i huvudsak av gräsmarker.